# Зустрічна-Донецька
Зустрі́чна-Доне́цька — залізничний пасажирський зупинний пункт Луганської дирекції Донецької залізниці.
Розташований поблизу смт Новоолександрівка, Сорокинський район, Луганської області на лінії Кіндрашівська-Нова — Довжанська між станціями Сімейкине-Нове (15 км) та Ізотове (20 км).
Через військову агресію Росії на сході України транспортне сполучення припинене. Лінія не діюча з 2007 року. Лінію в майбутньому передбачено демонтувати.